# عصفور الشوك الصنوبري

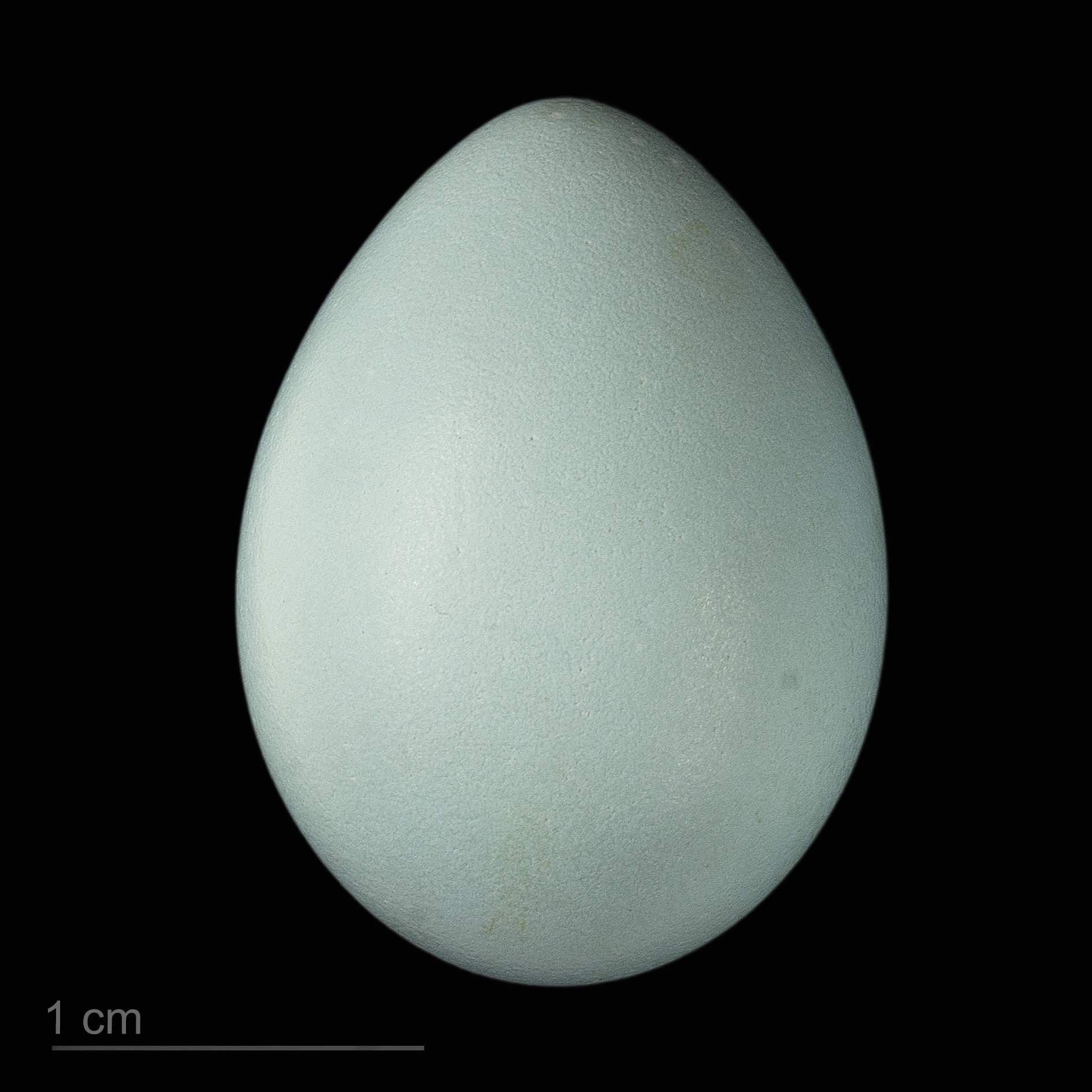
Prunella collaris collaris

عصفور الشوك الصنوبري (الاسم العلمي:   Prunella  collaris) (بالإنجليزية: Alpine  Accentor)‏ هو طائر ينتمي إلى (فصيلة: Prunellidae).